# Loïc Jacquet
Pour les articles homonymes, voir Jacquet.

a Compétitions nationales et continentales officielles uniquement.

b Matchs officiels uniquement.
Dernière mise à jour le 28 novembre 2022.
Loïc Jacquet, né le 31 mars 1985 à Saint-Doulchard (Cher), est un joueur de rugby à XV français. Il joue en équipe de France et évolue entre 2016 et 2022 au poste de deuxième ligne au sein de l'effectif du Castres olympique, après avoir effectué toute sa carrière professionnelle à l'ASM Clermont Auvergne.
Avec l'ASM Clermont Auvergne, il remporte le Challenge européen en 2007 puis devient champion de France en 2010. Il remporte une seconde fois le Top 14 avec le Castres olympique en 2018. 

## Carrière

### En club
Loïc Jacquet effectue la plus grande partie de sa carrière à l'ASM Clermont, après être passé par son centre de formation, où il est vainqueur du Challenge européen et champion de France.
Au Castres olympique, Loïc Jacquet est champion de France 2018. Mais il décide de mettre fin à sa carrière à la fin de la saison 2021-2022 à l'issue de la finale perdue contre Montpellier à l’âge de 37 ans.

### En équipe nationale
Capitaine de l'équipe de France des moins de 21 ans championne du monde en 2006, il est appelé pour sa première cape internationale en équipe de France le 18 novembre 2006 au Stade de France à l'occasion du match du centenaire des Bleus contre les All Blacks, en remplacement du capitaine Fabien Pelous, forfait.
Il revient en sélection en 2008, et participe pour la première fois au Tournoi des Six Nations en 2008, à la suite de la prise de fonction du trio d'entraîneurs Lièvremont-Ntamack-Retière.

### Barbarians
En mars 2009, il est invité avec les Barbarians français pour jouer un match contre le XV du président, sélection de joueurs étrangers évoluant en France, au Stade Ernest-Wallon à Toulouse. Les Baa-Baas s'inclinent 26 à 33.
En novembre 2016, il est de nouveau sélectionné avec les Barbarians français pour affronter l'Australie au Stade Chaban-Delmas de Bordeaux. Les Baa-Baas l'emportent 19 à 11. Les Baa-Baas parviennent à s'imposer 19 à 11 grâce à un essai de Raphaël Lakafia à la 77e minute.

## Palmarès

### En club
Avec le Castres olympique
- Championnat de France de Top 14 :
  - Champion (1) : 2018
  - Vice-champion (1) : 2022

Avec l'ASM Clermont Auvergne
- Challenge européen :
  - Vainqueur (1) : 2007
- Championnat de France Top 14  :
  - Champion (1) : 2010
  - Vice-champion (3) : 2007, 2008 et 2009
- Coupe Frantz Reichel :
  - Vainqueur (1) : 2004
- Championnat de France Espoir :
  - Vainqueur (1) : 2006

### En équipe nationale
(à jour au 04/10/2011)
- 4 sélections en équipe de France : 2 en 2006, 2 en 2008
- Tournois des Six Nations disputés : 2008
- Équipe de France -21 ans :
  - 2006 : champion du monde en France, 5 sélections, 2 essais et 2 fois capitaine après la blessure de Fabien Cibray
  - 2005 : participation au championnat du monde en Argentine, 5 sélections (Irlande, Italie, Angleterre, Australie, Nouvelle-Zélande), 1 essai
  - 2004 : participation au championnat du monde en Écosse
  - 10 sélections en 2005-2006, 3 essais
- Équipe de France -19 ans :
  - 2004 : vice-champion du monde en Afrique du Sud, 5 sélections (Écosse, Pays de Galles, Afrique du Sud, Angleterre, Nouvelle-Zélande)
  - 2003 : participation au championnat du monde en France, 4 sélections (Canada, Pays de Galles, Afrique du Sud, Argentine)
  - 8 sélections en 2003-2004
  - 5 sélections en 2002-2003
- Équipe de France -18 ans : 1 sélection en 2003 (Pays de Galles)